# آوری (میسوری)
آوری (به انگلیسی: Avery) یک منطقهٔ مسکونی در ایالات متحده آمریکا است که در میزوری واقع شده‌است. آوری ۲۴۲٫۹۳ متر بالاتر از سطح دریا واقع شده‌است.